# 정다희 (1983년)
정다희(1983년 10월 14일 ~ )는 대한민국의 아나운서다.

## 방송
- 신입사원 (2011) - Top16
- 슈퍼스타K3 (2011) - 지역 예선 탈락
- 광주 세계수영선수권대회 전야제 (2019) - 진행
- 인생 이야기 파란만장 (2021)
- 올 탁구나! (2022)
- 쇼퀸 (2023) - Top30
- 한민족의 소리 : the NEXT LEVEL (2023) - 진행